# Melampsora medusae
Melampsora medusae là một loài Urediniomycetes trong họ Melampsoraceae. Loài này được Thuem. miêu tả khoa học đầu tiên năm.
Đây là loài gây hại của các cây trong chi Populus, phát triển phổ biến ở Brazil.